# Precesie

Precesia unui giroscop (rotația are același sens cu precesia)

Precesia este mișcarea axei de rotație a unui corp rigid prin care se produce deplasarea liniei nodurilor.
Singurele mișcări posibile ale unei axe de rotație sunt precesia și nutația. Așa cum nu poate exista precesie fără rotație, tot astfel nu poate exista nutație fără precesie. Cazul particular al mișcării axei de rotație a unui corp rigid în care nu există nutație se numește precesie regulată.

## Formulă matematică
Formula matematică care descrie precesia unei cantități {\displaystyle {\mathbf {N} }} se scrie
{\displaystyle {\frac {{\rm {d}}{\mathbf {N} }}{{\rm {d}}t}}={\mathbf {\Omega } }\wedge {\mathbf {N} }},
unde {\displaystyle {\mathbf {\Omega } }} este o cantitate vectorială constantă (sau eventual lent variabilă). Direcția sa determină axa conului precesiei, iar norma sa este omogenă la o viteză unghiulară. Într-un asemenea caz, precesia se efectuează la viteza unghiulară 
{\displaystyle \Omega _{p}=|{\mathbf {\Omega } }|},
și în sensul trigonometric în planul orientat de către {\displaystyle {\mathbf {\Omega } }}.
Precesia poate fi explicată intuitiv prin „modelul roții pătrate” .

## Înmecanică
În cele mai multe cazuri precesia apare datorită unui moment exterior care modifică direcția momentului cinetic al corpului. Există însă și situații când precesia se produce chiar dacă asupra corpului nu acționează niciun moment (deci chiar dacă momentul cinetic propriu se conservă). Această precesie numită precesie fără cuplu se datorează faptului că viteza unghiulară a unui corp nu este întotdeauna coliniară cu momentul său cinetic propriu, ci numai în situația particulară în care axa de rotație este tocmai una dintre cele trei axe de simetrie ale corpului.

## Înastronomie

### Precesia echinocțiilor
În astronomie precesia se referă la cazul particular al mișcării axei de rotație a Pământului prin care linia echinocțiilor se deplasează lent și retrograd de-a lungul eclipticii producând precesia echinocțiilor.

### Precesia periheliului
Prima lege a lui Kepler afirmă că traiectoria planetelor este o elipsă având Soarele într-unul dintre focare. Punctul cel mai apropiat de Soare al acestei traiectorii se numește periheliu. După cercetări teoretice laborioase s-a constatat că periheliul unei planete nu este fix, ci execută și el o rotație în planul traiectoriei, așa încât traiectoria unei planete nu este în mod riguros o elipsă, ci un fel de rozetă. Această mișcare a periheliului se numește precesia periheliului. Pentru planeta Mercur, precesia periheliului a fost explicată mai cu acuratețe de teoria relativității generalizate.